# Holy Grail
Singles de Jay-Z
Bitch, Don't Kill My Vibe
(2013) Higher
(2013)
Singles par Justin Timberlake
Tunnel Vision
(2013) Take Back the Night
(2013)
Pistes de Magna Carta... Holy Grail
Picasso Baby
(2)
Holy Grail est une chanson du rappeur américain Jay-Z en duo avec Justin Timberlake, 1er single extrait de son 12e album studio Magna Carta... Holy Grail.
La chanson remporte le Grammy Award de la meilleure collaboration rap/chant à la 56e cérémonie des Grammy Awards en janvier 2014.

## Genèse
Tout comme le titre Oceans de l'album Magna Carta... Holy Grail, Holy Grail est enregistré en 2011 durant les sessions de l'album commun avec Kanye West, Watch the Throne. Kanye West voulait à l'origine que les deux chansons y apparaissent mais Jay-Z préfère les garder de côté. Elles sont remplacées par les No Church in the Wild et Made in America. La première version de l'instrumentale est créée en 2011 par The-Dream. Durant les sessions d'enregistrement de Magna Carta... Holy Grail, le titre est réarrangé par Timbaland et Jerome "J-Roc" Harmon.

## Composition
La chanson est composée en ré mineur sur un tempo de 72 bpm. Jay-Z reprend des paroles de Smells Like Teen Spirit (« And we all just entertainers / and we're stupid, and contagious ») de Nirvana, après avoir reçu l'autorisation de Courtney Love, la veuve de Kurt Cobain.

## Clip vidéo
Le 2 août 2013, Jay-Z annonce sur la radio Power 106 qu'il a commencé le tournage du clip avec Justin Timberlake.
Le clip, réalisé par Anthony Mandler, est présenté en exclusivité sur Facebook le 29 août 2013. Dans la vidéo, la structure de la chanson est modifiée et certains passages sont ralentis.

## Classements hebdomadaires
| Classement / pays (2013)               | Meilleure position |
| -------------------------------------- | ------------------ |
| Allemagne (Media Control AG)           | 25                 |
| Australie (ARIA)                       | 42                 |
| Belgique (Flandre Ultratop 50 Singles) | 31                 |
| Belgique (Wallonie Ultratip 50)        | 2                  |
| Canada (Hot 100)                       | 13                 |
| Corée du Sud (GAON)                    | 1                  |
| Danemark (Tracklisten)                 | 14                 |
| Écosse (OCC)                           | 10                 |
| États-Unis (Hot 100)                   | 4                  |
| États-Unis (Pop Airplay)               | 13                 |
| États-Unis (R&B/Hip-Hop Songs)         | 2                  |
| États-Unis (Rap Songs)                 | 1                  |
| France (SNEP)                          | 40                 |
| Irlande (IRMA)                         | 53                 |
| Nouvelle-Zélande (RMNZ)                | 18                 |
| Royaume-Uni (UK Singles Chart)         | 7                  |
| Royaume-Uni (UK R&B Chart)             | 1                  |
| Pays-Bas (Single Top 100)              | 91                 |
| Slovaquie (IFPI Rádio)                 | 42                 |
| Suède (Sverigetopplistan)              | 16                 |
| Suisse (Schweizer Hitparade)           | 24                 |

### Certifications
| Pays             | Organisme | Certification | Vente   |
| ---------------- | --------- | ------------- | ------- |
| Danemark         | IFPI      | Platine       | 30 000  |
| Nouvelle-Zélande | RIANZ     | Or            | 7 500   |
| Royaume-Uni      | BPI       | Argent        | 200 000 |
| Suède            | GLF       | Platine       | 40 000  |

|}